# إلاديو فرنانديز
إلاديو فرنانديز (بالإسبانية: Eladio Fernández Guillermo)‏ هو لاعب كرة قدم إسباني في مركز حراسة المرمى، ولد في 25 أبريل 1986 في مدريد في إسبانيا. لعب مع نادي ألكوركون ونادي بطليوس ونادي سان سباستيان دي لوس رييس.